# کایرانی (ساندیا)
کایرانی (به اسپانیایی: K'ayrani) یک کوه در پرو است که در پرو واقع شده‌است. کایرانی ۴٬۶۰۰ متر بالاتر از سطح دریا واقع شده‌است.